# Дарвин (аэропорт)
Международный аэропорт Дарвина — австралийский аэропорт, расположенный в 13 километрах от города Дарвин, Северная территория, Австралия, занимает десятое место в списке самых загруженных аэропортов Австралии. Взлётно-посадочные полосы порта совместно используются гражданской авиацией и Королевскими военно-воздушными силами Австралии (RAAF).
Дарвин эксплуатирует пассажирский терминал для внутренних и международных перевозок с многочисленными торговыми зонами, ресторанами и кафе, а также терминал для грузовых перевозок.
Аэропорт обслуживает более 18 тысяч рейсов в год и по статистике за 2021 год обслужил чуть меньше миллиона пассажиров.

## История
В 1919 году с открытием воздушного сообщения между Англией и Австралией в пригороде Дарвина был построен так называемый Австралийский терминал, работавший как два раздельных аэропорта — для гражданской и для военной авиации. В 1945 году Министерство авиации Австралии разрешило использовать дарвинскую военно-воздушную базу для нужд гражданской авиации, в результате чего небольшой гражданский аэропорт в пригороде был закрыт, а военная база стала аэропортом совместного базирования военных и коммерческих воздушных судов.
С 1950 по 1974 годы аэропорт Дарвина являлся основным внутренним и международным транзитным узлом Северной территории страны, использовавшимся такими крупными авиакомпаниями, как Qantas Airways. В 1974 году циклон Трейси разрушил более 70 % города и снёс практически весь комплекс аэропорта, который был восстановлен в течение нескольких лет. В декабре 1991 года был сдан в эксплуатацию новый пассажирский терминал с четырьмя телетрапами для выходов на посадку (гейтов).

## Настоящее время
Международный аэропорт Дарвина имеет только один пассажирский терминал для внутренних и международных рейсов. Регулярные маршруты связывают аэропорт с городами Северной территории страны, всеми крупными городами Австралии (за исключением Канберры, а также с аэропортами городов Кэрнс, Брум, Сингапур, Дили (Восточный Тимор) и Бали. Аэропорт Дарвина является одной из аварийных площадок для космических челноков Спейс шаттл.

### Статистика
Данные из запроса в Викиданные.

### Типы самолётов
Аэропорт обслуживает множество типов воздушных лайнеров, в настоящее время основными из них являются самолёты Airbus A319, Airbus A320, Airbus A330, Boeing 717, Boeing 737, Boeing 767, Beechcraft 1900, Fokker F100, Dash 7, Dash 8 и Embraer Brasilia, а иногда и Boeing 747. Дарвин широко используется авиацией общего назначения и военными самолётами.

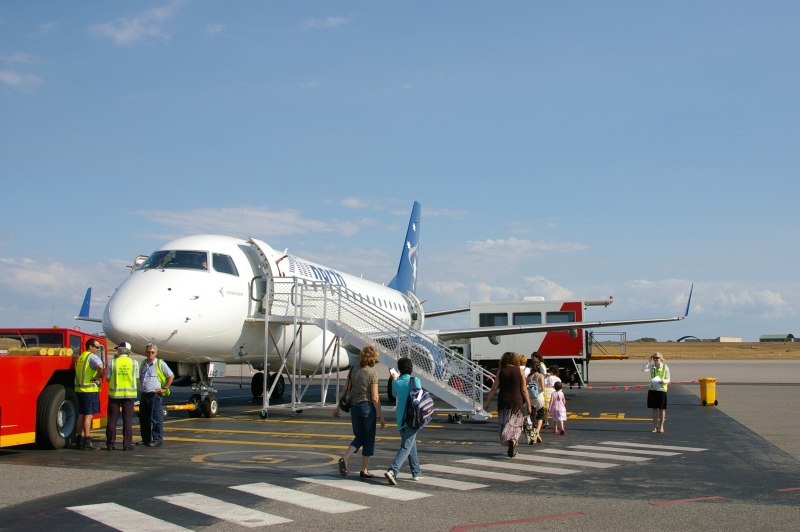
Лайнер Airnorth в Международном аэропорту Дарвина

Аэропорт Дарвина нерегулярно принимал сверхзвуковые Конкорды до их вывода из эксплуатации, поскольку являлся одним из немногих аэропортов страны, имеющих подходящую по длине взлётно-посадочную полосу.

## Планы развития
По сообщению представителей австралийского низкобюджетного авиаперевозчика Jetstar Airways компания планирует использовать Международный аэропорт Дарвина в качестве одного из своих хабов на маршрутах в Азию. Поскольку аэропорт находится в достаточной близости от стран Юго-Восточной Азии, авиакомпания предполагает построить свою азиатскую маршрутную сеть в качестве транзита между Азией и большими городами юга Австралии с использованием самолётов серии Airbus A320, длительность полётов на которых будет находиться в пределах от четырёх до шести часов. В список новых рейсов через аэропорт Дарвина планируется включить филиппинский Международный аэропорт имени Ниной Акино и Международный аэропорт Кота-Кинабалу в Малайзии.
Новая авиакомпания-дискаунтер Tiger Airways также выразила намерение использовать Международный аэропорт Дарвина в качестве своего дополнительного хаба, однако в октябре 2008 года в связи с резким снижением объёмов пассажирских перевозок компания прекратила полёты из Сингапура в Дарвин и будущее стратегического партнёрства с аэропортом в настоящее время находится под вопросом.

## Объёмы перевозок

### Внутренние направления

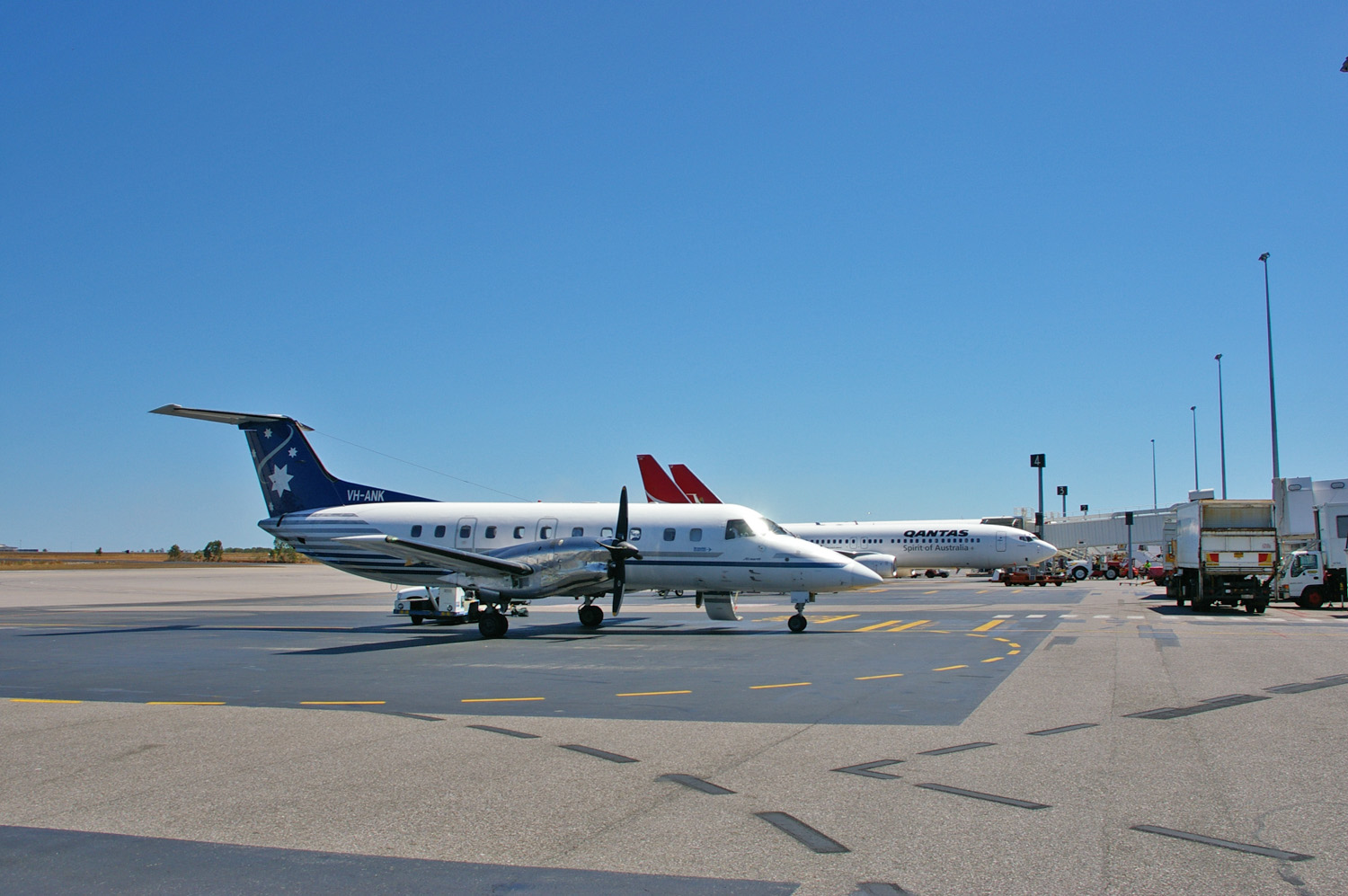
Зона аэропорта

| Место | Аэропорт | Пассажиры | % Изменение |
| ----- | -------- | --------- | ----------- |
| 1     | Брисбен  | 235 600   | н/д         |
| 2     | Перт     | 76 200    | н/д         |

| Место | Аэропорт | Пассажиры | % Изменение |
| ----- | -------- | --------- | ----------- |
| 1     | Брисбен  | 29 100    | н/д         |
| 2     | Перт     | 15 600    | н/д         |

### Международные направления
| Место | Аэропорт  | Пассажиров | % Изменение |
| ----- | --------- | ---------- | ----------- |
| 1     | Сингапур  | 29 053     | ▼81,3       |
| 2     | Денпасар  | 17 501     | ▼81,3       |
| 3     | Шэньчжэнь | 867        | ▼89,0       |

## Авиакомпании и направления
| Авиакомпания                                     | Направления                                                                                      | Терминал      |
| ------------------------------------------------ | ------------------------------------------------------------------------------------------------ | ------------- |
| Airnorth Внутренний                              | Брум, Элько-Айленд, Гув, Грут-Эйландт, Кунунурра, Манингрида, Макартур-Ривер, Перт               | Внутренний    |
| Airnorth Международный                           | Дили                                                                                             | Международный |
| Garuda Indonesia                                 | Денпасар/Бали                                                                                    | Международный |
| Qantas Внутренний - Jetstar Airways - QantasLink | Аделаида, Брисбен, Перт, Сидней - Аделаида, Брисбен, Мельбурн, Сидней - Элис-Спрингз, Кэрнс, Гув | Внутренний    |
| Qantas - Jetstar Airways Международный           | - Кэрнс, Денпасар/Бали, Хо-Ши-Мин, Сингапур                                                      | Международный |
| Skywest Airlines                                 | Брум, Перт                                                                                       | Внутренний    |
| Vincent Aviation                                 | Грут-Эйландт, Кэрнс                                                                              | Внутренний    |
| Virgin Blue                                      | Брисбен, Мельбурн, Перт                                                                          | Внутренний    |